# میشل لومباردو
میشل لومباردو (انگلیسی: Michelle Lombardo؛ زادهٔ ۱۶ سپتامبر ۱۹۸۳) بازیگر و مدل اهل ایالات متحده آمریکا است. وی از سال ۲۰۰۴ میلادی تاکنون مشغول فعالیت بوده‌است.
از فیلم‌ها یا برنامه‌های تلویزیونی که وی در آن نقش داشته‌است می‌توان به مد من، کالیفرنیکیشن، دارودسته، کلیک، ماشین و فرار گربه اشاره کرد.